# Udo Pfriemer
Udo Herbert Pfriemer (* 2. September 1909 in Riga; † 1997 in Gräfelfing) war ein deutscher Unternehmer, Verleger, Autor und Historiker, der über Jahrzehnte eine umfangreiche Sammlung zur Geschichte der Wasserversorgung und -entsorgung zusammengetragen hatte. Pfriemer lebte lange Zeit in Gräfelfing bei München.

## Leben
Seit 1918 lebte Udo Pfriemer in Deutschland. Im Jahr 1929 absolviert er das Abitur in München und studiert in München, Berlin und Riga Geschichte, Rechts- und Staatswissenschaften und absolviert sein Diplom im Fach Volkswirtschaft. In der NS-Zeit war er als Wirtschaftsjournalist und "Wirtschaftsschriftleiter" tätig und zeitweise auch Soldat. Pfriemer begrüßte die Ausschaltung der Juden aus dem deutschen Wirtschaftsleben und trat während des Krieges aktiv für den Expansionspolitik des NS-Staates ein.
Im Jahr 1948 gründete er in München den Pfriemer-Verlag, einen Verlag für Haus-, Versorgungs- und Gesundheitstechnik, in dem über die Jahre mehr als 200 Bücher und zusätzlich Fachzeitschriften und Kataloge publiziert werden. Über 40 Jahre sammelte Pfriemer als Historiker Material zur Geschichte der Wasserversorgung und -entsorgung, da er dies als eine Lücke in der Geschichtsschreibung empfand. In zahlreichen Studienreisen besuchte er Orte, an denen er die antike oder mittelalterliche Wassertechnik studieren konnte. Im Jahr 1997 hinterließ er nach seinem Tod das Manuskript seiner "Sanitärchronik" in 48 Ordner mit jeweils 200 Textseiten und zusätzlich zahlreichen Bildern. Für das Manuskript war eine Buchausgabe in 15 Bänden geplant, die jedoch nicht realisiert werden konnte. Themen des Manuskripts waren die Allgemeine Gesundheitsvorsorge, die Wasserversorgung, die Gesundheitsvorsorge durch Entwässerung und Abfallbeseitigung, die Wärmeversorgung und Körperpflege. Pfriemer hatte über die Jahre über 20.000 Quellen zur Geschichte der Sanitärtechnik und Haustechnik zusammengetragen. Seine Arbeitsbibliothek umfasste rund 5000 Bände.
Das Sanitärunternehmen Hansgrohe finanzierte im Jahr 2001 anlässlich seines 100-jährigen Bestehens eine einbändige Auswahl unter dem Titel „...daß zum Zwecke Wasser fließe“ – Eine Sanitärchronik, die der Journalist, Lektor und Mediziner Friedemann Bedürftig edierte und die im Berliner ABW-Wissenschaftsverlag veröffentlicht wurde.
Im Jahr 2003 übernahm die Frontinus-Gesellschaft in Bonn, eine wissenschaftliche Fachgesellschaft zur Geschichte der Wasserversorgung, den Nachlass und die Bibliothek von Pfriemer, wo er in der Präsenzbibliothek der Gesellschaft in Bonn eingesehen werden kann.

## Schriften
- mit Friedemann Bedürftig: ... daß zum Zwecke Wasser fließe. Eine Sanitärchronik. ABW Wissenschafts-Verlag, Berlin, Leiben 2001, ISBN 3-936072-04-3.